# Pterophorus subochraceus
Pterophorus subochraceus is een vlinder uit de familie vedermotten (Pterophoridae). De wetenschappelijke naam van de soort is voor het eerst geldig gepubliceerd in 1880 door Thomas de Grey Walsingham.